# 法拉第常数
法拉第常数（F）是近代科学研究中重要的物理常数，代表每摩尔电子所携带的電荷，单位C/mol，它是阿伏伽德罗常数{\displaystyle N_{A}}=6.02214076×1023 mol−1 与元电荷{\displaystyle e}=1.602176634×10−19 C的积。尤其在确定一个物质带有多少离子或者电子时这个常數非常重要。法拉第常数以迈克尔·法拉第命名，法拉第的研究工作对这个常數的确定有决定性的意义。在國際單位制基本單位的重新定義後，法拉第常数的值是96485.3321233100184 C/mol。

## 意义
在物理学和化学，尤其在电化学中法拉第常数是一个重要的常数。它是一个基本常数，其值只随其计量单位变化。在电解、电镀、燃料电池和电池等涉及到物质与它们的电荷的工艺中法拉第常数都是一个非常重要的常数。因此它也是一个非常重要的技术常数。
在计算每摩尔物质的能量变化时也需要法拉第常数，一个例子是计算一摩尔电子在电压变化时获得或者释放出的能量。在实际应用中法拉第常数用来计算一般的反应系数，比如将电压演算为自由能。

## 历史
最早法拉第常数是在推导阿伏伽德罗数时通过测量电镀时的电流强度和电镀沉积下来的银的量计算出来的。